# San Juan del Rosario

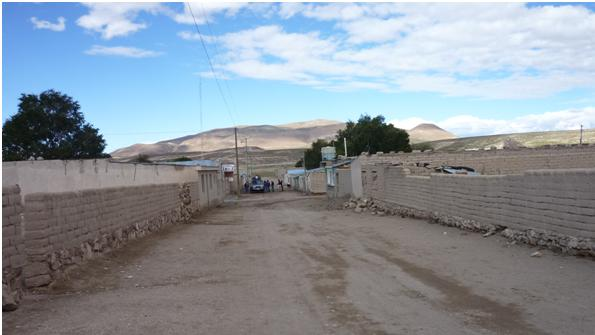
Calle típica de San Juan

San Juan del Rosario es una localidad de Bolivia, ubicada en las tierras altas del país. Administrativamente se encuentra en el municipio Colcha K de la provincia de Nor Lípez en el departamento de Potosí, al suroeste del país. Se localiza a 127 km de Uyuni. La vía de acceso no está pavimentada. Está a 3.696 m s. n. m., tiene un clima frígido.

## Relieve topográfico
San Juan del Rosario se ubica cerca al Salar de Chiguana, con pendientes suaves en la parte baja a pronunciadas en la parte alta del poblado; le circundan pequeños pronunciamientos de colinas.

## Demografía
La población actual (2011) se estima en 816 habitantes agrupados en 160 familias. La tasa de crecimiento anual es del 2,39% al año, en el período intercensal 1992 - 2001.

## Economía
Las principal actividad económica son la agricultura, ganadería y el turismo.

## Viviendas
La localidad tiene un diseño urbanístico con calles que se cruzan perpendicularmente, con ancho de calles constantes. En ella las viviendas tienen condiciones buenas en su generalidad a nivel constructivo y habitacional. Los baños y cocina se ubican fuera del módulo habitacional, existiendo un patio central que sirve de distribuidor hacia los ambientes. Los materiales de construcción en orden de frecuencia de utilización son: Cimientos y sobre cimientos con hormigón ciclópeo y mampostería en seco., muros de adobe y/o ladrillo. Cubiertas de calamina, teja y paja. Revoque interior con yeso y barro. Revoque exterior con barro y cal/cemento. Pinturas interior y exterior en pocos casos. Pisos de cemento y tierra. Muchas viviendas cuentan con pozos excavados para consumir el agua en situación de escasez y sus baños generalmente son letrinas con pozo ciego.

## Atractivos turísticos
Los principales atractivos turísticos de la localidad y alrededores son:
- Museo Necrópolis Kausay Wasi:  En el centro poblado de San Juan del Rosario se ubica un museo arqueológico que cuenta con una infraestructura donde se exhiben objetos y pertenencias de las civilizaciones pasadas con detalladas explicaciones históricas y cronológicas. Hace parte del museo un sendero de interpretación de una necrópolis a cielo abierto de una multitud de tumbas de forma oval donde al interior se encuentran momias y utensilios.